# Le Cœur musicien
Pour plus de détails, voir Fiche technique et Distribution.
Le Cœur musicien est un documentaire réalisé par Frédéric Rossif et sorti en 1987.

## Synopsis
Évocation de la musique vivante, autour de la Fête de la musique 1985. Le documentaire montre en particulier des images d'archive des Beatles, des Rolling Stones, Édith Piaf, Zéro de conduite, Yves Montand, Léo Ferré, Louis Armstrong, etc.

## Fiche technique
- Titre : Le Cœur musicien
- Réalisation : Frédéric Rossif
- Scénario : Frédéric Rossif
- Commentaires : Frédéric H. Fajardie
- Photographie : Richard Andry et Daniel Barrau
- Montage : Dominique Cazeneuve[2]
- Société de production : Midas SA, Films A2 et Les Films singuliers
- Société de distribution : Les Films singuliers (France)
- Durée : 90 minutes
- Date de sortie : 
  - France : 11 février 1987

## Distribution
- Pierre Vaneck : narrateur